# Kilmacduagh
Kilmacduagh (Iers: Cill Mhuc Duagh) is een klein dorp in het Ierse graafschap Galway. De plaats ligt vlak bij Gort, in het zuiden van Galway.
De plaats is vooral bekend vanwege het klooster en de  kathedraal (met round tower) die hier staan, zij het dat beiden nu ruïnes zijn. Kilmacduagh was tot 1750 een zelfstandig bisdom en werd toen samengevoegd met Kilfenora. Sinds 1883 zijn beiden verenigd met het bisdom Galway, dat sindsdien bekend staat als het bisdom Galway, Kilmacduagh en Kilfenora.